# Collocaliodes aethiops
Collocaliodes aethiops är en fjärilsart som beskrevs av Sergius G. Kiriakoff 1973. Collocaliodes aethiops ingår i släktet Collocaliodes och familjen björnspinnare. Inga underarter finns listade i Catalogue of Life.